# معركة بنفنتوم (275 ق.م)
كانت معركة بنفنتوم (275 ق.م) (باليونانية: Μάχη του Μπενεβέντο) آخر معركة في الحرب البيروسية. دارت رحاها بالقرب من بنفنتوم، في جنوب إيطاليا، بين قوات بيروس، ملك إبيروس في اليونان، والرومان، بقيادة القنصل مانيوس كيوريوس دنتاتوس. انتهت المعركة بانتصارٍ رومانيّ (يغلب عليه أنه استراتيجي) واجبر بيروس على الانسحاب لتارنتم، ولاحقا لإبيروس.

## خلفية
نشبت الحرب البيروسية عندما قام بيروس، ملك إبيروس في اليونان، بالإبحار إلى جنوب إيطاليا، بحجة نصرة مدينة تارنتم اليونانية في جنوب إيطاليا في خلافها مع الرومان. اتفق المؤرخون القدماء بأن الدافع الحقيقي هو احتلال إيطاليا. بجانب التارنتينيين، حاربت ثلاث شعوب إيطالية بجانب الملك الإغريقي، وهم السامنيتيون واللوكانيون والبروتيون، والذين كانوا انفسهم في خلاف مع الرومان.
انتصر بيروس في معركتين (معركة هِيرَاكليا ومعركة أَسكَولوم) وقد كانوا مكلفين جدا له لأنه خسر فيها جنودا كثر. أدرك أنه لن يتمكن من خوض المزيد من المعارك مع الرومان. قاموا باستنزاف اعداده، بينما كان الجيش الروماني في وفرة في العدد. بالتالي، عندما طلبت منه دول المدن الإغريقية في صقلية من أن يساعدهم ضد القرطاجيين في غرب الجزيرة، وافق على ذلك وزحف إلى صقلية. اغضب ذلك حلفائه في جنوب إيطاليا، والذين تُرِكوا لمواجهة الرومان بانفسهم. استولى بيروس على جميع الأراضي القرطاجية في صقلية عدا ليليبايوم، والذي اخفق في الاستيلاء عليها. قرر بعد ذلك أن يبني أسطولا كبيرا لكي يهاجم القرطاجيين في إفريقيا. لأجل بناء وتجنيد هذا الأسطول قام بمعاملة دول المدن اليونانية باستبداد. انقلب كثيرا منهم ضده. أجبر بسبب ذلك على مغادرة صقلية لإيطاليا.

## المعركة
أعطى بلوطرخس الوصف الأدق للمعركة. حيث ذكر أن خلال الثلاث سنوات التي قضاها بيروس يحمل على صقلية، تعرض السامنيتيين للعديد من الهزائم ضد الرومان وخسروا جزءا كبيرا من أراضيهم. جعلهم ذلك ناقمين من بيروس. ولذلك، لم يسانده عددا كبيرا منهم عندما عاد إلى جنوب إيطاليا. ذكر كاسيوس ديو أن الضغط الذي تعرض له السامنيتيين من قبل الرومانيين دفع بيروس إلى الزحف لنجدتهم. وفقا لبلوطرخس، قام بيروس بمحاربة الرومان على الرغم من خلو دعم السامنيتيين له. كان القنصلين الرومانيين لعام 275 ق.م، لوسيوس كورنيليوس لنتولوس كاودينوس ومانيوس كيوريوس دنتاتوس، يحاربون في لُكانية وسامنيوم في نفس الوقت.
ذكر بلوطرخس بأن بيروس قام بتقسيم جيشه إلى جزئين. أرسل واحدا منهم ليحارب كورنيليوس لنتولوس وزحف بالآخر في الليل ضد مانيوس كيوريوس، والذي كان يخيم بالقرب من بنفنتوم ينتظر قدوم كورنيليوس لنتولوس لمساعدته. أسرع بيروس ليشتبك مع مانيوس كيوريوس تفاديا لاتحاد زميله معه. لكن جنوده أضاعوا الطريق وتأخروا لأنهم عبروا طريقا كثيف الأشجار وأنوارهم لم تكن كافية لإضاءة الدرب. ذكر ديونيسوس الهاليكارناسوسي أن بيروس زحف بداخل "طرق طويلة لم تكن مستخدمة من قبل البشر ولكن كانت بالكاد مسالكا برية داخل الأشجار والمنحدرات، والتي لم تبقي أي تنظيم، وحتى لو وصلوا قبل حظور العدو، سيكون الجيش ضعيفا بسبب العطش والاجهاد." جعل ذلك بيروس يصل متأخرا وعند الفجر أصبح مرئيا من قبل عدوه وهو يقوم بمهاجمتهم من التلال. ذكر بلوطرخس أن مانيوس كيوريوس قاد رجاله خارج المخيم وهاجم مقدمة الجيش المتقدم واستولى على بعض فيلتهم والتي تركوها. هذا النجاح مكنه من بلوغ السهل، حيث يتمكن من مقاتلة بيروس على أرض مستوية. تمكن من دفع بعض صفوف العدو، لكن هجوما من قبل الفيلة دفعه للانسحاب إلى مخيمه. قام بمنادات حراس المخيف في حواجز السور. نزل الحراس وبدأوا بإطلاق الرماح على الفيلة، مما جعلهم يلتفون إلى الخلف. اصطدمت الفيلة بمقدمة جيش بيروس والذين كانوا في حالة من التشتت، نتيجة لذلك، تمكن الرومان من دفع الجيش الإبيري إلى الانسحاب.
تكلم ديونيسوس عن المعركة بشكل مقتضب: "عندما قام بيروس ومن رافقه بالصعود مع الفيلة، وعلم الرومان بذلك، قاموا بجرح أحد فيلته [دغفل]، والذي أحدث تشتتا عظيما وفرارا بين صفوف الإغريق. قام الرومان بقتل اثنين من الفيلة، وحاصروا ثمانية آخرين في مكان بلا منفذ، واخذوهم أحياء بعد تسليم الماهوت الهندي لهم؛ وقاموا بالتنكيل بالجنود."
علق كاسيوس ديو كذلك على قصة الدغفل. ذكر أن الأمر الذي دفع بيروس للفرار هو "تعرض فيلا صغيرا لجراحات، مما سبب بارتعاشا لركابه، وانطلق باحثا عن أمه، مما أثار حماس الأخير وأدخل الفيلة الأخرى في حالة من الاضطراب، وبذلك انقلبت حالة الكل إلى التشتت. أخيرا، انتصر الرومان في المعركة، وتمكنوا من قتل عددا كبيرا من الجنود وأسروا ثمانية من الفيلة، واستولوا على تحصينات عدوهم."

## مابعد المعركة
لاتوجد معلومات حول عدد الجنود المشاركين من كلا الطرفين أو عدد الضحاية. بعد هذه الهزيمة، عاد بيروس إلى تارنتم وأنهى حربه، مبحرا إلى إبيروس، وبعد انسحابه ووفاته لاحقا، اضطرت مدينة تارنتم للاستسلام إلى الرومان، منهين بذلك الحرب البيروسية.
في وقت المعركة، كانت المدينة لازالت تسمى باسمها الأصلي: مالفنتوم. بعد ست سنوات (268 ق.م) قام الرومان بتعزيز تحصينات المدينة وماحولها عبر إنشاء مستعمرة رومانية هناك. تم تغير الاسم من «مالفنتوم» (باللاتينية: Maleventum)، وهو اسم ربطه الرومان بنبؤات سيئة، حيث يحمل الاسم معنى "جالب السوء" باللاتينية، وغيروه إلى «بنفنتوم» (باللاتينية: Benventum)، وهو اسم معناه "مرحبا بك" باللاتينية، والذي بالنسبة لهم يحمل دلالات جيدة تجلب الحظ.